# Tyler Labine
Tyler Sean Labine (Brampton, 29 de abril de 1978) é um ator canadense. Mais conhecido por seus papéis principais em Mad Love, Sons of Tucson, Reaper, Invasão e Dead Last. Atualmente protagoniza a série Deadbeat. Ele também protagonizou os filmes Cottage Country, Tucker & Dale vs Evil e Flyboys.

## Biografia
Nascido em Brampton, Tyler é irmão de Kyle Labine e Cameron Labine, ambos também atores. Na infância, mudou-se com sua família para Vancouver, onde aos 16 anos iniciou sua carreira numa produção local. Aos 19 anos, após fazer participações em várias séries de televisão e telefilmes, conseguiu um dos papéis principais da comédia dramática Breaker High, que teve uma temporada com 44 episódios.
Em 2004, co-produziu o filme Everyone, que ganhou o prêmio de "Melhor Filme do Canadá" no FICM.
Tyler é um produtor de hip-hop, ele tem um grupo junto com o irmão mais novo Kyle. Em 2008, interpretou o personagem principal em Control Alt Delete, uma comédia de humor negro escrita e dirigida por seu irmão mais velho Cameron.
Em 2 de junho de 2007, se casou com a atriz Carrie Ruscheinsky. O casal tem dois filhos.

## Filmografia

### Televisão
| Ano           | Título                                | Papel                           | Notas                                                         |
| ------------- | ------------------------------------- | ------------------------------- | ------------------------------------------------------------- |
| 2014-presente | Deadbeat                              | Kevin Pacalioglu                | Protagonista / Série do Hulu                                  |
| 2014          | Royal Pains                           | Chef Franklin                   | Episódio 6, Temporada 6                                       |
| 2012-2013     | Animal Practice                       | Doutor Doug Jackson             | Elenco principal                                              |
| 2011          | Mad Love                              | Larry Munsch                    | Elenco principal                                              |
| 2010          | Sons of Tucson                        | Ron Snuffkin                    | Protagonista                                                  |
| 2007-2009     | Reaper                                | Bert "Sock" Wysocki             | Elenco principal                                              |
| 2007          | Traveler                              | Eddie Hahn                      | Episódio 6                                                    |
| 2006          | Boston Legal                          | Jonathan Winant                 | Episódios 2-3-4-5-6, Temporada 3                              |
| 2006          | Saved                                 | Kent Fembley                    | Episódio 11                                                   |
| 2005-2006     | Invasão                               | Dave Groves                     | Elenco principal                                              |
| 2005          | Into the West                         | Larkin                          | Episódio 3, Minissérie de 6 episódios                         |
| 2004-2005     | Kevin Hill                            | Lukas Shapiro                   | Episódios 10-18                                               |
| 2003-2004     | Jake 2.0                              | Seymour LaFortunata             | Episódios 8-16                                                |
| 2003          | Da Vinci's Inquest                    | Hector                          | Episódio 4, Temporada 6                                       |
| 2003          | The Twilight Zone                     | Wesley                          | Episódio 43                                                   |
| 2002          | That Was Then                         | Donnie Pinkus                   | Elenco principal                                              |
| 2001          | Dead Last                             | Scotty Sallback                 | Elenco principal                                              |
| 2000-2001     | Dark Angel                            | Bioquímico Cyril / Mensageiro 2 | Episódio 1, Temporada 1 Episódio 4, Temporada 2               |
| 2000-2001     | Action Man                            | Brandon Caine (voz)             | Episódios 1-2-5-6-7-8-13, Temporada 1 Episódio 8, Temporada 2 |
| 2000          | The Immortal                          | Byron                           | Episódio 7                                                    |
| 1999          | Cold Squad                            | Eddie                           | Episódio 7, Temporada 3                                       |
| 1999          | First Wave                            | Billy                           | Episódio 20, Temporada 1                                      |
| 1998          | Honey, I Shrunk the Kids: The TV Show | Elderbob                        | Episódio 22, Temporada 1                                      |
| 1998          | Night Man                             | ...                             | Episódio 3, Temporada 2                                       |
| 1997-1998     | Breaker High                          | Jimmy Farrel                    | Elenco principal                                              |
| 1997          | Poltergeist: The Legacy               | Skinhead                        | Episódio 16, Temporada 2                                      |
| 1997          | Millennium                            | Gavin                           | Episódio 12, Temporada 1                                      |
| 1996          | The X-Files                           | Stoner                          | Episódios 12-22, Temporada 3                                  |
| 1995          | The Commish                           | Eddie                           | Episódio 13, Temporada 4                                      |
| 1994          | Are You Afraid of the Dark?           | Mark Peterson                   | Episódio 7, Temporada 4                                       |
| 1992-1993     | Road to Avonlea                       | Alphie Bugle                    | Episódio 3, Temporada 3 Episódio 5, Temporada 4               |
| 1993          | Madison                               | Bobby Devries                   | Episódio 5, Temporada 1                                       |
| 1992          | The Odyssey                           | Eagle                           | Episódio 5, Temporada 1                                       |
| 1991          | Street Legal                          | Aaron Wineberg                  | Episódio 11, Temporada 6                                      |

### Cinema
| Ano  | Título                                                     | Papel                   | Notas                       |
| ---- | ---------------------------------------------------------- | ----------------------- | --------------------------- |
| 2019 | Escape Room                                                | Mike Nolan              |                             |
| 2016 | The Boss                                                   | Mike Beals              |                             |
| 2015 | Funeral Day                                                | Chuck                   |                             |
| 2015 | Killing Winston Jones                                      | Doug Beaudin            |                             |
| 2015 | Zoom                                                       | Bob                     |                             |
| 2015 | Weepah Way for Now                                         | Record Executive        |                             |
| 2014 | The Heyday of the Insensitive Bastards                     | Clete                   |                             |
| 2014 | Mountain Men                                               | Toph                    |                             |
| 2014 | Someone Marry Barry                                        | Barry Burke             |                             |
| 2013 | Super Clyde                                                | Duke                    | Telefilme                   |
| 2013 | That Burning Feeling                                       | Frank Purdy             |                             |
| 2013 | Monsters University                                        | Greek Council VP (voz)  |                             |
| 2013 | Rapture-Palooza                                            | Shorter Wraith          | Aparição mais curta         |
| 2013 | Cottage Country                                            | Todd Chipowski          |                             |
| 2012 | Best Man Down                                              | Lumpy                   |                             |
| 2011 | Sisters & Brothers                                         | Sean Adams              |                             |
| 2011 | Planeta dos Macacos: A Origem                              | Robert Franklin         |                             |
| 2011 | A Good Old Fashioned Orgy                                  | McCrudden               |                             |
| 2010 | True Love                                                  | Larry                   | Telefilme                   |
| 2010 | Fathers & Sons                                             | Sean                    |                             |
| 2010 | Badass Thieves                                             | Max                     | Curta-metragem              |
| 2010 | Tucker & Dale vs Evil                                      | Dale                    | Protagonista                |
| 2009 | The Zero Sum                                               | Chris                   |                             |
| 2008 | Control Alt Delete                                         | Lewis                   |                             |
| 2008 | Zack and Miri Make a Porno                                 | Cliente bêbado          |                             |
| 2006 | Extreme Walking                                            | Crunk Styles            |                             |
| 2006 | Flyboys                                                    | Briggs Lowry            |                             |
| 2005 | Aurora Borealis                                            | Finn                    |                             |
| 2005 | Behind the Camera: The Unauthorized Story of 'Mork & Mindy | John Belushi            | Telefilme                   |
| 2004 | Persued                                                    | Wade Steiner            |                             |
| 2004 | Like Cats and Dogs                                         | Alex                    | Telefilme                   |
| 2003 | Evil Alien Conquerors                                      | Croker                  |                             |
| 2003 | My Boss's Daughter                                         | Spike                   |                             |
| 2002 | Canadian Zombie                                            | Trent                   | Curta-metragem              |
| 2002 | Lone Hero                                                  | Tim                     |                             |
| 2001 | Antitrust                                                  | Redmond                 |                             |
| 2000 | By Dawn's Early Light                                      | Ox                      | Telefilme                   |
| 2000 | Get Carter                                                 | Bud #1                  |                             |
| 2000 | Here's to Life!                                            | Malcolm                 |                             |
| 2000 | Marine Life                                                | Ray                     |                             |
| 2000 | Trixie                                                     | Membro de Gangue        |                             |
| 2000 | Take Me Home: The John Denver Story                        | Rapaz de Fraternidade   | Telefilme sobre John Denver |
| 2000 | Mr. Rice's Secret                                          | Percy                   |                             |
| 2000 | 2gether                                                    | Noel Andrew Davies      | Telefilme                   |
| 1999 | Tail Lights Fade                                           | Grower Brian            |                             |
| 1999 | In a Class of His Own                                      | Charles 'Charlie' Zaken | Telefilme                   |
| 1999 | H-E Double Hockey Sticks                                   | Mark                    | Telefilme                   |
| 1996 | Sabrina, the Teenage Witch                                 | Mark                    | Telefilme                   |
| 1996 | Robin of Locksley                                          | Jhon (pequeno)          | Telefilme                   |
| 1996 | Generation X                                               | Mall Rat                |                             |

## Prêmios e indicações
| Ano  | Prêmio                   | Categoria                                                                       | Trabalho indicado                                                     | Resultado |
| ---- | ------------------------ | ------------------------------------------------------------------------------- | --------------------------------------------------------------------- | --------- |
| 2012 | Fangoria Chainsaw Awards | Melhor Ator (empatado em 3º lugar com Nick Damici de Stake Land)                | Dale em Tucker & Dale vs Evil                                         | 3º lugar  |
| 2011 | Leo Awards               | Melhor Performance de Liderança Masculina em uma Função de Comprimento do Drama | Dale em Tucker & Dale vs Evil                                         | Vencedor  |
| 2009 | Leo Awards               | Melhor Performance de Liderança Masculina em Série Dramática                    | Bert "Sock" Wysocki em Reaper (episódio "Coming to Grips")            | Vencedor  |
| 2008 | Leo Awards               | Melhor Performance de Liderança Masculina em Série Dramática                    | Bert "Sock" Wysocki em Reaper (episódio "Love, Bullets and Blacktop") | Vencedor  |